# Intoxication alimentaire
Une intoxication alimentaire est une maladie, souvent infectieuse et accidentelle, contractée à la suite de l'ingestion de nourriture ou de boisson contaminées. Si cette contamination est due à des agents pathogènes infectieux, qu'il s’agisse de bactéries, de virus, de parasites ou de prions, on parle aussi de toxi-infection alimentaire. Pour les maladies d'origine alimentaire provoquées par l'ingestion de produits ni comestibles ni toxiques (toxines des agents infectieux, médicaments, métaux lourds, champignons vénéneux, composés chimiques ou autres poisons), on parle seulement d'intoxication alimentaire. Pour les pathologies provoquées par l'ingestion d'une toxine sécrétée par la bactérie et préformée dans l'aliment avant son ingestion, on parle plus spécifiquement d'intoxination alimentaire.
Une telle contamination résulte habituellement de méthodes inadéquates de manipulation, de préparation, de stockage, de conservation ou de cuisson des aliments (non-respect des températures d’entreposage ou de cuisson, contaminations croisées). De bonnes pratiques d’hygiène avant, pendant, et après la préparation de la nourriture peuvent réduire les risques des toxi-infections. Les notions englobant la surveillance de la nourriture (« de la fourche à la fourchette ») pour s'assurer qu'elle ne provoquera pas de maladie transmise par voie alimentaire sont connues comme étant du domaine de la salubrité alimentaire.

## Transmission
Les salariés malades qui manipulent des aliments sont l'une des sources de contamination transmise par voie alimentaire les plus répandues. Quelques maladies fréquentes sont occasionnellement transmises à la nourriture par l'eau qui sert dans ce cas de vecteur. Parmi celles-ci, on compte les infections provoquées par les shigelles, l’hépatite A et les parasites comme Giardia lamblia et Cryptosporidium parvum. La souillure de la nourriture par des animaux nuisibles, en particulier les mouches, les rongeurs et les cancrelats, constitue un autre mode de contamination des aliments par d'autres vecteurs. La maladie transmise par voie alimentaire peut également être due à la présence de pesticides ou de médicaments dans la nourriture, ou encore à la consommation involontaire de substances naturelles toxiques comme les champignons vénéneux ou des poissons des récifs coralliens.

## Symptômes et mortalité
Les symptômes débutent typiquement plusieurs heures à plusieurs jours après l’ingestion et, selon l'agent en cause, peuvent comprendre un ou plusieurs des troubles suivants : nausée, douleur abdominale, vomissements, diarrhée, gastro-entérite, fièvre, maux de tête ou fatigue physique. Dans la plupart des cas, les symptômes disparaissent sans lendemain après une courte période d’indisposition et de maladie. Cependant, la maladie transmise par les aliments peut avoir comme conséquence des problèmes de santé permanents et même provoquer des décès, notamment chez les bébés, les femmes enceintes et le fœtus, les personnes âgées, les malades, les personnes présentant un déficit du système immunitaire. La maladie transmise par voie alimentaire est une cause importante d’arthrite réactionnelle, qui se produit typiquement de une à trois semaines après l’infection. De même, les personnes présentant une maladie hépatique sont particulièrement susceptibles aux infections par Vibrio vulnificus, qui peuvent être transmises par les huîtres ou les crabes. 

## Période d'incubation
Le délai entre la consommation d'un aliment souillé et la survenue du premier symptôme de la maladie s'appelle période d'incubation. Cette durée s'étend de quelques heures à plusieurs jours (elle se chiffre rarement en mois ou même en années, comme dans le cas de la listériose ou de la maladie de Creutzfeldt-Jakob), elle dépend de l'agent en cause et de la quantité consommée. Si les symptômes apparaissent dans un délai de une à six heures (Bacillus cereus, Staphylococcus aureus) après consommation de la nourriture, on doit supposer qu'elle a été provoquée par une toxine bactérienne ou un toxique chimique plutôt que par des bactéries. Elle demeure plus longue lors d'une intoxication alimentaire par les Salmonelles, Shigelles, E. coli où les symptômes apparaissent entre 8 et 48 heures après incubation. Pendant la période d'incubation, l’agent microbien passe de l'estomac à l'intestin, se fixe aux cellules de la paroi intestinale, et commence à se multiplier. Certains agents pathogènes restent dans l'intestin, d’autres produisent une toxine qui passe dans la circulation sanguine, et d’autres peuvent envahir directement les tissus les plus profonds de l’organisme. Les symptômes qui en résultent dépendent du type d’agent infectieux en cause.

## Dose infectieuse
La dose infectieuse est la quantité d'agent infectieux qui doit être consommée pour provoquer les symptômes de la maladie transmise par les aliments. La dose contagieuse varie selon l'agent en cause et l'âge et l’état de santé du consommateur. Dans le cas des salmonelles, pour un volontaire humain en bonne santé, un inoculum relativement important de dix millions à cent millions d'organismes est nécessaire pour provoquer des symptômes, car les salmonelles sont très sensibles à l’acide. Ainsi, un niveau de pH gastrique anormalement élevé réduit considérablement le nombre minimal de bactéries nécessaire à l’apparition des symptômes (d’un facteur dix à cent fois).

## Vomissements et diarrhées
Les vomissements et la diarrhée sont les principaux symptômes d'une intoxication alimentaire. Les vomissements surviennent typiquement en premiers signes cliniques, c'est-à-dire qu'il y a une inflammation de l'estomac. Dès ce stade, les vomissements peuvent aider à évacuer les micro-organismes. D'un début brutal, ils sont souvent violents et incessants (Bacillus cereus, Staphylococcus aureus) et s'accompagnent de sueurs, d'une pâleur extrême et d'un malaise généralisé. Les diarrhées apparaissent souvent en second plan, quelques heures à quelques jours après le début de l'intoxication. En effet, les bactéries doivent parvenir à traverser l'estomac afin de se fixer aux parois intestinales. La survenance des diarrhées intervient de 8 à 72 heures après l'intoxication (E. coli, salmonelles).

## Agents pathogènes

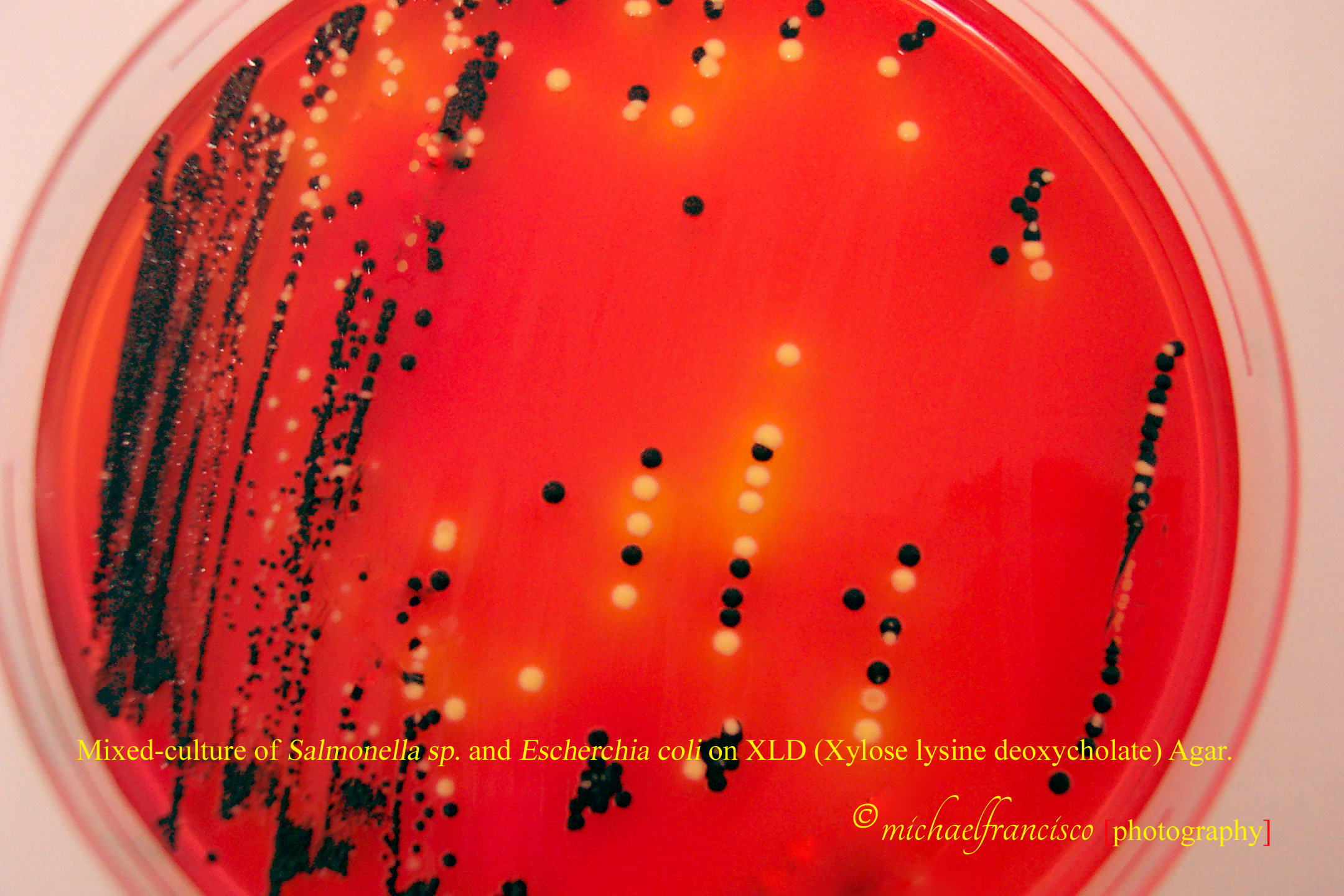
Culture de salmonella et d'Escherichia coli après d'incubation.

### Bactéries
Au Royaume-Uni, pendant l’année 2000, les différentes bactéries impliquées se répartissaient comme suit : Campylobacter jejuni (77,3 %), salmonelles (20,9 %), Escherichia coli O157:H7 (1,4 %), et tous les autres (moins de 0,1 %).
En France un agent infectieux a été mis en évidence dans moins de 50 % des cas. Il s'agissait alors de salmonelle (64 %), staphylocoque doré (14 %), Clostridium perfringens (5 %) et Bacillus cereus (3,5 %).
Aux États-Unis, les norovirus sont la cause la plus répandue de maladie transmise par les aliments, provoquant 57 % des épidémies en 2004. Dans le passé, les infections bactériennes ont été considérées comme les plus répandues parce que peu de laboratoires avaient la capacité de rechercher le norovirus et qu’aucune surveillance active n'était réalisée pour ce germe particulier.
Les symptômes des infections bactériennes sont retardés car les bactéries ont besoin de temps pour se multiplier. D'habitude, on ne les observe pas avant 12 à 36 heures après le repas contaminé.
Les bactéries pathogènes transmises le plus fréquemment par les aliments sont les suivantes :
- Aeromonas hydrophila, Aeromonas caviae, Aeromonas sobria ;
- Bacillus cereus ;
- Brucella spp. ;
- Campylobacter jejuni, l'une des plus courantes, qui peut causer le syndrome de Guillain-Barré ;
- Corynebacterium ulcerans ;
- Coxiella burnetii ou Q  ;
- Escherichia coli :
  - E. coli entérohémorragiques (EHEC), qui produisent des shigatoxines (STEC) : souche O157:H7, qui cause le syndrome hémolytique et urémique, et souche 026 (STEC 026),

- - E. coli entéroinvasif,
  - E. coli entéropathogène,
  - E. coli entérotoxigène,
  - E. coli enteroagrégatif ;
- Listeria monocytogenes ;
- Plesiomonas shigelloides ;
- Salmonella spp. ;
- Shigella spp. ;
- Streptococcus ;

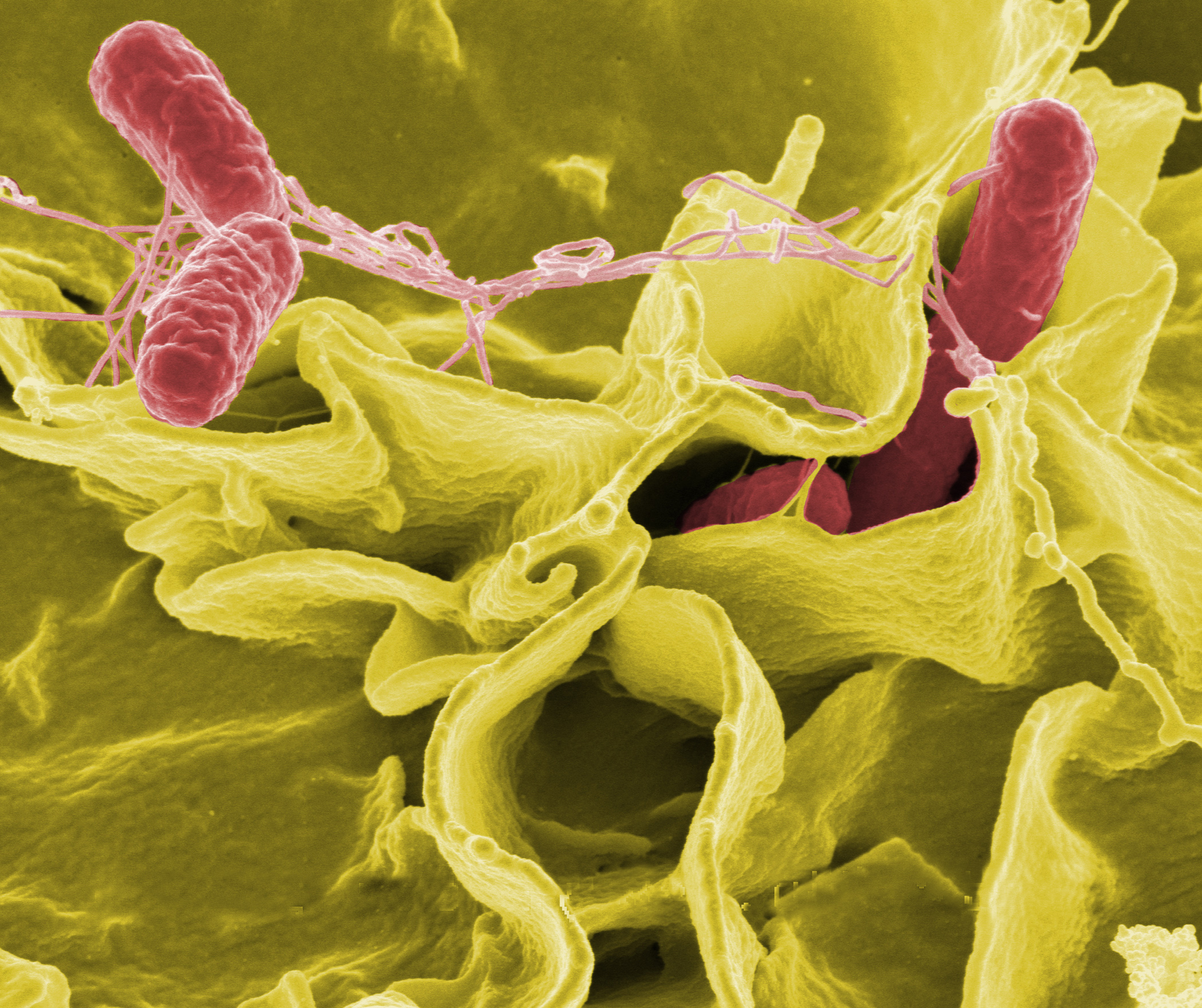
Salmonella.

- Vibrio cholerae, y compris O1 et non-O1 ;
- Vibrio parahaemolyticus ;
- Vibrio vulnificus ;
- Yersinia enterocolitica ;
- Yersinia pseudotuberculosis.

#### Exotoxines
En plus de la maladie due à une infection bactérienne directe, certaines intoxications alimentaires sont dues aux exotoxines qui sont excrétées par la cellule lorsque la bactérie se multiplie dans l'aliment. Les exotoxines qui sont des entérotoxines peuvent rendre malade même si les micro-organismes qui les ont produits ont été tués. Les symptômes apparaissent typiquement après une à six heures en fonction de la dose de toxine ingérée. On parle alors d'intoxination.
- Clostridium botulinum
- Clostridium perfringens
- Staphylococcus aureus

Par exemple, le staphylocoque doré (Staphylococcus aureus) produit une toxine qui provoque de violents vomissements et des diarrhées trois heures environ après ingestion de l'aliment. La guérison est spontanée. Vingt nanogrammes d'entérotoxine de S. aureus suffisent pour déclencher une intoxination chez les sujets les plus sensibles. La bactérie est présente partout dans l'environnement et sur la plupart des personnes, mais seules certaines souches sont pathogènes.
Le botulisme, une maladie rare mais potentiellement létale (5 à 10 % des cas), se présente lorsque la bactérie anaérobie Clostridium botulinum se multiplie dans des aliments à faible acidité qui lui fournit des conditions d'anaérobiose (absence d'oxygène) et produit la toxine botulique, une puissante toxine paralysante. Les aliments le plus souvent incriminés sont les jambons crus (développement près de l'os) et les conserves familiales mal stérilisées.

### Virus
Les infections virales constituent peut-être le tiers des intoxications alimentaires des pays développés. Elles ont d'habitude une période d'incubation intermédiaire (un à trois jours), causent des maladies qui se limitent d'elles-mêmes chez les sujets qui n'ont pas d'autres problèmes de santé, et sont similaires aux formes bactériennes décrites ci-dessus :

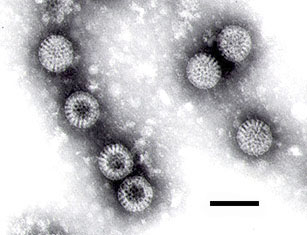
Rotavirus.

- le norovirus (anciennement Norwalk virus), grippe intestinale ou gastro-entérite ;
- le rotavirus ;
- l'hépatite A, qui se distingue des autres causes virales par sa période d'incubation prolongée (2 à 6 semaines) et par son pouvoir de se répandre au-delà de l'estomac et des intestins, dans le foie. Elle induit souvent une jaunisse (ictère), ou un jaunissement de la peau, et ne conduit que rarement à un dysfonctionnement chronique du foie ;
- l'hépatite E.

### Parasites
La plupart des intoxications alimentaires dues à des parasites sont des zoonoses :
- Plathelminthes, des vers plats dont de nombreuses espèces sont des parasites :
  - Taenia saginata, un cestode,
  - Taenia solium, un cestode
  - Fasciola hepatica, un trématode ;

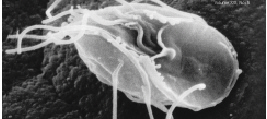
Giardia lamblia.

- Nématodes :
  - Ascaris lumbricoides,
  - Trichinella spiralis,
  - Trichuris trichiura ;

- Protozoaires :

- - Acanthamoeba et d'autres amibes libres,
  - Cryptosporidium parvum,
  - Entamoeba histolytica,
  - Giardia lamblia,
  - Sarcocystis hominis,
  - Sarcocystis suihominis,
  - Toxoplasma gondii ;

- Autres :

- - Anisakis sp.,
  - Cyclospora cayetanensis,
  - Diphyllobothrium sp.,
  - Eustrongylides sp.,
  - Nanophyetus sp.

### Toxines naturelles
En contraste, divers aliments peuvent contenir naturellement des toxines qui ne sont pas produites par des bactéries et sont présentes naturellement dans les denrées alimentaires, parmi lesquelles :
- des hémolysines (toxines thermolabiles de certains aliments naturels consommés crus) ;
- des mycotoxines (toxines produites par des champignons microscopiques) telles que l'aflatoxine dans les oléagineux, l'ochratoxine A dans les céréales ;
- les alcaloïdes : petite et grande ciguë, solanacées, solanine, alcaloïdes tropaniques, nicotine, etc. ;
- la ciguatera ;
- l'ergotamine (farine de seigle parasité, cause de l'ergotisme) ;
- la grayanotoxine (intoxication par le miel) ;
- les toxines des champignons supérieurs (amatoxines, phallotoxines…) ;
- la phytohémagglutinine ou phasine (intoxication aux haricots crus)[5] ;
- la pyrrolizidine alcaloïde ;
- les toxines de coquillages : DSP, PSP, acide domoïque ;
- l'histamine présent dans certains scrombridae (thon) — on parle alors de scombrotoxisme — et certains fromages ;
- les triterpènes et sesquiterpènes ;
- l'illudine, le crustulinol… ;
- la tétrodotoxine (intoxication causée par certains poissons, comme le fugu) ;
- les toxines xénobiotiques (contamination des aliments par des pesticides, métaux comme le plomb ou l'arsenic, les radioéléments supérieurs à 600 Bq/kg de matière sèche, etc.) ;
- les glucosides cyanogènes, dont l'amygdaline présente dans certains noyaux de Prunus, les pépins de pomme, le manioc ;
- les glucosinolates ;
- la ricine.

### Autres agents pathogènes
Les prions débouchent sur la maladie de Creutzfeldt-Jakob.

## Statistiques
En France, on dénombre entre 250 000 et 750 000 cas annuels (soit 400 à 1 210 pour 100 000 habitants). Au Royaume-Uni, on dénombre plus de deux millions d'intoxications (près de 3 400 pour 100 000 hab.).
Aux États-Unis, on dénombre environ 76 millions d'intoxications (soit plus de 26 000 pour 100 000 habitants). Certaines études montrent que l'on ne recueille pas les statistiques de la même manière, même dans les pays développés, et que cela peut conduire à des différences significatives de prévalence, en particulier pour les norovirus (gastro-entérites virales).

### En France
En France où les statistiques sur les toxi-infections alimentaires collectives (TIAC), sont collectées par les Directions départementales de la Cohésion sociale (DDCS) ou Directions départementales de la Cohésion sociale et de la Protection des populations (DDCSPP) (ou quelques études spécialisées) puis regroupées par l'Institut de veille sanitaire ; sur les 250 000 à 750 000 intoxications alimentaires par an (400 à 1 210 pour 100 000 habitants) :
- 70 000 ont fait l'objet d'une consultation aux urgences (113 pour 100 000 hab.) ;
- 15 000 personnes ont été hospitalisées (24 pour 100 000 hab.) ;
- 400 personnes en sont mortes (0,65 pour 100 000 hab.).

|   | Cause                                                               | nombre de cas par an                                                       |
| - | ------------------------------------------------------------------- | -------------------------------------------------------------------------- |
| 1 | salmonellose                                                        | env. 8 000 cas (13 pour 100 000 hab.)                                      |
| 2 | infections au campylobacter                                         | env. 3 000 cas (4,8 pour 100 000 hab.)                                     |
| 3 | infection parasitaire dont toxoplasmose                             | env. 500 cas (0,8 pour 100 000 hab.) env. 400 cas (0,65 pour 100 000 hab.) |
| 4 | listériose                                                          | env. 300 cas (0,5 pour 100 000 hab.)                                       |
| 5 | hépatite A                                                          | env. 60 cas (0,1 pour 100 000 hab.)                                        |
| 6 | Escherichia coli O157:H7 syndrome hémolytique et urémique infantile | moins de 100 cas (moins de 0,15 pour 100 000 hab.)                         |

|   | Cause                       | nombre de cas par an                                                  |
| - | --------------------------- | --------------------------------------------------------------------- |
| 1 | salmonellose                | env. 300 cas (0,5 pour 100 000 hab.)                                  |
| 2 | listériose                  | env. 80 cas (0,13 pour 100 000 hab.)                                  |
| 3 | infection parasitaire       | env. 37 cas (0,06 pour 100 000 hab.) (toxoplasmose dans 95 % des cas) |
| 4 | infections au campylobacter | env. 15 cas (0,02 pour 100 000 hab.)                                  |
| 5 | hépatite A                  | env. 2 cas (0,003 pour 100 000 hab.)                                  |

Épidémies notables :
- épidémie de listériose en 1992, 275 cas dont 85 mortels, liée à la consommation de langues de porc en gelée[9] ;
- épidémie d'infections à E. coli O157:H7 dans le Sud-Ouest en octobre 2005 : 69 infectés (46 hospitalisations) dont 18 cas de syndromes hémolytiques et urémiques, 32 cas de diarrhées sanglantes et 19 cas de diarrhées non sanglantes[10].
- 23 cas d'infections à la bactérie E. coli à Saint-Quentin en juin 2025[11].

Le Bulletin épidémiologique hebdomadaire, dans un bilan officiel pour la période 1996 – 2005 des TIAC déclarés en France, cite 5 847 foyers de TIAC déclarés, provoquant 80 351 malades dont 7 364 (9 %) hospitalisés, avec 45 décès rapportés.
Selon l'INVS, « L'augmentation du nombre de foyers de TIAC déclarés en France depuis 2006 est liée principalement à d'une part, l'utilisation de plus en plus généralisée du logiciel WinTiac dans les Directions départementales des affaires sanitaires et sociales (Ddass1) et, d'autre part, la remontée accélérée des TIAC signalées aux Directions départementales des services vétérinaires (DSV2) vers la Direction générale de l'alimentation (DGAl) ».

### Au Royaume-Uni
Au Royaume-Uni en l'an 2012, les bactéries impliquées furent :
- Norovirus - nombre de cas estimé supérieur à 200 000, nombre de cas confirmés 14 513 ;
- Campylobacter jejuni : 72 571 ;
- Salmonella : 9 184 ;
- Escherichia coli O157:H7 : 1 249 ;
- Listeria : 184.

### Aux États-Unis
Aux États-Unis, pour 76 millions d'intoxications alimentaires (26 000 pour 100 000 hab.) :
- 325 000 personnes ont été hospitalisées (111 pour 100 000 hab.) ;
- 5 000 personnes sont mortes (1,7 pour 100 000 hab.).

D'autres estimations donnent des chiffres plus faibles : 9,4 millions d'intoxications par an, 55 961 hospitalisations et 1351 décès, en moyenne. Les causes : norovirus 58 %, Salmonella 11 %, Clostridium perfringens 10 %, Campylobacter spp. 9 %. Les causes d'hospitalisation : Salmonella spp. 35 %, norovirus 26 %, Campylobacter spp. 15 %, et Toxoplasma gondii 8 %. Les causes de décès : Salmonella spp. 28 %, Toxoplasma gondii 24 %, Listeria monocytogenes 19 %, et norovirus 11 %. Il faut souligner que les intoxications par norovirus proviennent souvent des fruits et légumes, il y a des problèmes récurrents de contamination par l'eau d'irrigation dans certaines régions comme la Californie. La consommation de bœuf haché est également élevée aux États-Unis, et la restauration commerciale plus développée, facteurs qui contribuent à un nombre d'intoxication collectives plus élevé.

### Au Québec
Au Québec, pour les toxi-infections alimentaires signalées au MAPAQ en 2012-2013, l'origine suivant le lieu de consommation était:
- 38,4 % à domicile,
- 57,2 % faisaient suite à la consommation d'aliments dans des restaurants,
- 3,0 % dans les autres catégories d'établissements.
- 1,5 % dans des institutions

## Prévention selon les établissements publics et réglementation
Dans les pays développés, la prévention contre les intoxications alimentaires relève essentiellement de l'action de l'État, en mettant en place un ensemble de règles, soit au niveau de l'Union européenne avec le Paquet hygiène, et de nombreuses réglementations fixant des limites,, soit au niveau national, en donnant autorité à un service d'inspection vétérinaire pour contrôler les élevages, l'abattage des bêtes et les produits alimentaires qui en sont issus, doté d'un pouvoir de contrôle (des fermes, des abattoirs, boucheries, usines agroalimentaires, magasins, restaurants, etc.) et de répression ; également en mettant en place une obligation de traçabilité (identification des lots de produits alimentaires pour pouvoir les retirer en cas de risque sanitaire). La France a créé l'Agence française de sécurité sanitaire des aliments (Afssa, devenue ANSES), pour veiller à l'évaluation des risques de la sécurité alimentaire, l'inspection vétérinaire des abattoirs et filière agroalimentaire étant assurée par la DGAL, une direction du ministère de l'Agriculture. Les marchés, les magasins, restaurants peuvent être contrôlés par la DDCCRF ou les DIRECCTE, ou d'autres services déconcentrés (locaux) de l'Etat (DDPP, DDCSPP).
De la part des professionnels, il convient d'adopter des mesures d'hygiène (habits, matériel de qualité alimentaire, nettoyage des mains et des ustensiles, chaîne du froid, formation du personnel, règles pour les employés malades, identification des aliments à risque, séparation des aliments crus des aliments cuits, « marche en avant », etc.), ainsi qu'une surveillance des risques (prélèvements réguliers à des fins d'analyse, procédures HACCP…). Certains aliments sont irradiés (ou ionisés), éliminant le microbiote afin de prolonger la date limite de consommation, permettre un stockage prolongé et une exportation éventuelle ; la réduction du risque d'intoxication alimentaire étant majoritairement invoquée.
Pour les particuliers, les établissements publics diffusent largement un type de prévention qui consiste à respecter les conditions élémentaires de conservation des aliments, à se référer à la date limite de consommation inscrite sur l'emballage des aliments du commerce, à nettoyer le réfrigérateur régulièrement, à se laver les mains avant de préparer et de consommer un repas, à laver à l'eau claire les produits agricoles consommés frais (fruits, salade, légumes), à laver les couverts après utilisation et à maintenir la cuisine dans un état ne favorisant pas le dépassement du seuil de bactéries pathogènes admissible (c'est-à-dire propre).

## Cas notables

### France
En France, un rapport d'information rapporté au sénat évoque une insuffisance des contrôles alimentaires. En effet, un millier de produits contaminés à l'oxyde d'éthylène sont rapportés par la commission. « Plus de 900 [substances] ne sont presque jamais contrôlées par les autorités sanitaires. » Le risque alimentaire serait jugé faible, cependant de nombreuses inconnues subsistent.
Ce rapport avait été déclenché à la suite de produits ne répondant pas aux exigences des contrôles, notamment à l'oxyde d'éthylène sur des graines de sésame (ainsi que de nombreuses épices), présentant des niveaux jusqu'à mille fois la limite légale en provenance de pays variés : « Du Vietnam, de Chine, de Jordanie, du Burkina Faso, d’Éthiopie, de Bolivie et du Paraguay ».

### Madagascar
En juin 2025, au moins, 19 personnes sont tuées, est une vingtaine de personnes  dans un état critique, après une intoxication intentionnel, lors d’un anniversaire en banlieue d’Antananarivo, l'intoxication est du probablement a une substance toxique.

### Normes
- Norme ISO 22000, Systèmes de management de la sécurité des denrées alimentaires - Exigences pour tout organisme appartenant à la chaîne alimentaire
- Référentiel d'audit International Food Standard imposé par les distributeurs aux producteurs d'aliment